# Ankarur
Ankargång är en typ av urverkskonstruktion som används i de flesta moderna mekaniska ur. I snävare bemärkelse brukar endast urverk med så kallat ankare, inberäknas, även kallad fri ankargång. I bredare bemärkelse även urverk med släphaksgång.
Sedan pendeluret uppfunnits 1656 visade sig spindelgången mindre lämplig för loddrivna pendelur, och omkring 1675 konstruerade engelsmannen William Clement släphaksången eller den återspringande ankargången, där lappspindeln ersattes av en tvåkload hake, en gånghake för att reglera steghjulets hastighet. 1710 konstruerade en annan engelsman George Graham den vilande hakgången, där gånghjulet enbart rör sig i impulsögonblicket, då hjulet är olåst rör sig men övrigt står stilla. En variant av samma urverkstyp är stiftgången, där gånghjulets tänder ersatts av halvcylindriska stift, som sitter vinkelrätt mot hjulets plan.
Den fria ankargången uppfanns av George Grahams elev Thomas Mudge 1760. Gånghaken ersattes av ett ankare. Ankaret är konstruerat som en gånghake men förlängd med en gaffel vars slutända omsluts av en skiva, förbunden med orons axel och vid orons svängande fram och tillbaka för ankaret fram och åter. Den fria ankargången gav en betydligt jämnare urverksgång.
Den fria ankargången blev dock länge okänd för de flesta urmakare. Från 1842 togs den upp i den schweiziska urproduktionen och förbättrades då av urmakarna A. Léchaud (1812-1875) och G. A. Leschot (1800-1884). Vid slutet av 1800-talet kom den att ersätta de flesta äldre urverkstyper.
Man brukar skilja mellan spetstandsankarur (i brittiska klockor), klumptandsankarur (i schweiziska klockor), glashütteankarur (i tyska klockor) och stiftsankarur.